# ستان جاكسون
ستان جاكسون هو لاعب هوكي الجليد كندي، ولد في 27 أغسطس 1898 في بارسبورو ‏ في كندا، وتوفي في 28 نوفمبر 1955.

## وصلات خارجية
- ستان جاكسون على موقع دوري الهوكي الوطني (الإنجليزية)
- ستان جاكسون على موقع قاعة مشاهير الهوكي (لاعب أن.إتش.أل) (الإنجليزية)
- ستان جاكسون على موقع EliteProspects.com (الإنجليزية)
- ستان جاكسون على موقع HockeyDB.com (الإنجليزية)
- ستان جاكسون على موقع Hockey-Reference.com (الإنجليزية)